# Застава Јужне Кореје
Застава Јужне Кореје је усвојена 6. марта 1883. На белој подлози се налази црвено-плави симбол јин и јанга и три црне пруге на угловима заставе. 
Симбол на застави потиче из Кинеске књиге I Ching која представља филозофске идеје свемира: хармонију, симетрију, баланс и циркулацију. Дизајн је базиран и на традиционалној употреби боја црвене, плаве и жуте, док бела подлога представља чистоћу народа.
Пруге представљају триграме и означавају:
- ||| Силу = небо, пролеће, исток, врлина
- ¦|¦ Ждрело = месец, зима, север, знање или мудрост
- |¦| Зрачење = сунце, јесен, југ, куртоазију
- ¦¦¦ Поље = земља, лето, запад, правда

## Историјске заставе
- Застава Јужне Кореје (1945–1948)
- Застава Јужне Кореје (1948–1949)
- Застава Јужне Кореје (1949–1984)
- Застава Јужне Кореје (1984–1997)
- Застава Јужне Кореје (1997–2011)